# Il club delle vedove
Il club delle vedove (The Cemetery Club) è un film del 1993 diretto da Bill Duke.
Il soggetto è tratto dalla commedia teatrale omonima di Ivan Menchell.

## Trama
Tre amiche sulla cinquantina, Doris, Lucille ed Esther, appartenenti alla comunità ebraica di Pittsburgh, sono rimaste vedove negli ultimi anni e hanno l'abitudine di riunirsi una volta la settimana per visitare le tombe dei loro mariti e parlare delle loro esistenze. Doris è fedele alla memoria del defunto marito e interpreta con rigore il proprio ruolo vedovile. Lucille, il cui matrimonio non era stato molto felice per i frequenti tradimenti del defunto marito, si sente sola e spera di poter contrarre una nuova unione coniugale. Anche Esther avverte il peso della solitudine dopo 39 anni di matrimonio, ma non si sente ancora pronta per un nuovo matrimonio, finché non incontra Ben, un tassista ex poliziotto, il quale le fa cambiare idea. Le altre due reagiscono alla nuova situazione: Doris trova poco dignitoso il nuovo legame di Esther e accusa l'amica di essere stata irrispettosa della memoria del defunto marito; Lucille è invece un po' invidiosa di Esther. La crisi esplode durante il matrimonio della comune amica Selma.